# Golden Boy (mangá)
Golden Boy é uma série de mangá japonês de comédia sexual escrita e ilustrada por Tatsuya Egawa. Seus capítulos foram inicialmente serializados na revista de Shueisha de mangás seinen, Super Jump, de 1992 a 1997, tendo 10 capítulos ao todo. A obra conta a história de Kintaro Ooe, um freeter de 25 anos, "estudante viajante", que embora tinha os requerimentos para se formar em direito, deixou a Universidade de Tokyo sem se graduar. Kintaro vive livremente, viajando pelo Japão de cidade em cidade e de emprego a emprego. Durante suas viagens, Kintaro conhece várias mulheres cujas vidas são drasticamente alteradas por ele, apesar de suas más primeiras impressões. Ele constantemente observa e estuda as pessoas e os eventos que o cercam, anotando suas descobertas em um caderno que carrega em sua pochete.
Partes do mangá (mais precisamente o Volume 1) foram adaptados em um seriado de seis episódios de animação original em vídeo (OVA) produzida por Shueisha e KSS em 1995. Na América do Norte, foi inicialmente licenciado pela ADV Films em 1996. A licença da ADV para a série se expirou em 2007 e mais tarde foi adquirida pela Media Blasters. Media Blasters perdeu a licença em 2012, que depois foi adquirida pela Discotek Media.
Os OVAs de Golden Boy foram recebidos positivamente pelos críticos falantes da língua inglesa, mas são amplamente conhecidos pelos seu conteúdo adulto: apesar do OVA não ser necessariamente uma animação hentai, existem cenas de nudez feminina parcial, orgasmos e masturbação feminina. Ao contrário do mangá, que se torna quase pornográfico a partir do segundo volume.
Uma continuação do mangá, Golden Boy II, foi publicado na Business Jump de Setembro de 2010 a Maio de 2011.